# الجهاد (أعزاز)
الجهاد  قرية سوريّة تتبع إداريّاً لمحافظة حلب منطقة أعزاز ناحية تل رفعت، بلغ تعداد سكانها 237 نسمة حسب التعداد السكاني لعام 2004.